# Saint-Jean-le-Thomas
Saint-Jean-le-Thomas ist eine französische Gemeinde im Département Manche in der Normandie. Sie gehört zum Arrondissement Avranches und zum Kanton Avranches und liegt an der Küste im Nordosten der Bucht des Mont-Saint-Michel. Nachbargemeinden sind Champeaux im Norden und Dragey-Ronthon im Osten und Süden.

## Bevölkerungsentwicklung
| Jahr      | 1962 | 1968 | 1975 | 1982 | 1990 | 1999 | 2008 | 2018 |
| --------- | ---- | ---- | ---- | ---- | ---- | ---- | ---- | ---- |
| Einwohner | 377  | 376  | 327  | 390  | 398  | 395  | 429  | 378  |

## Sehenswürdigkeiten
- Kirche Saint-Jean-Baptiste, Monument historique

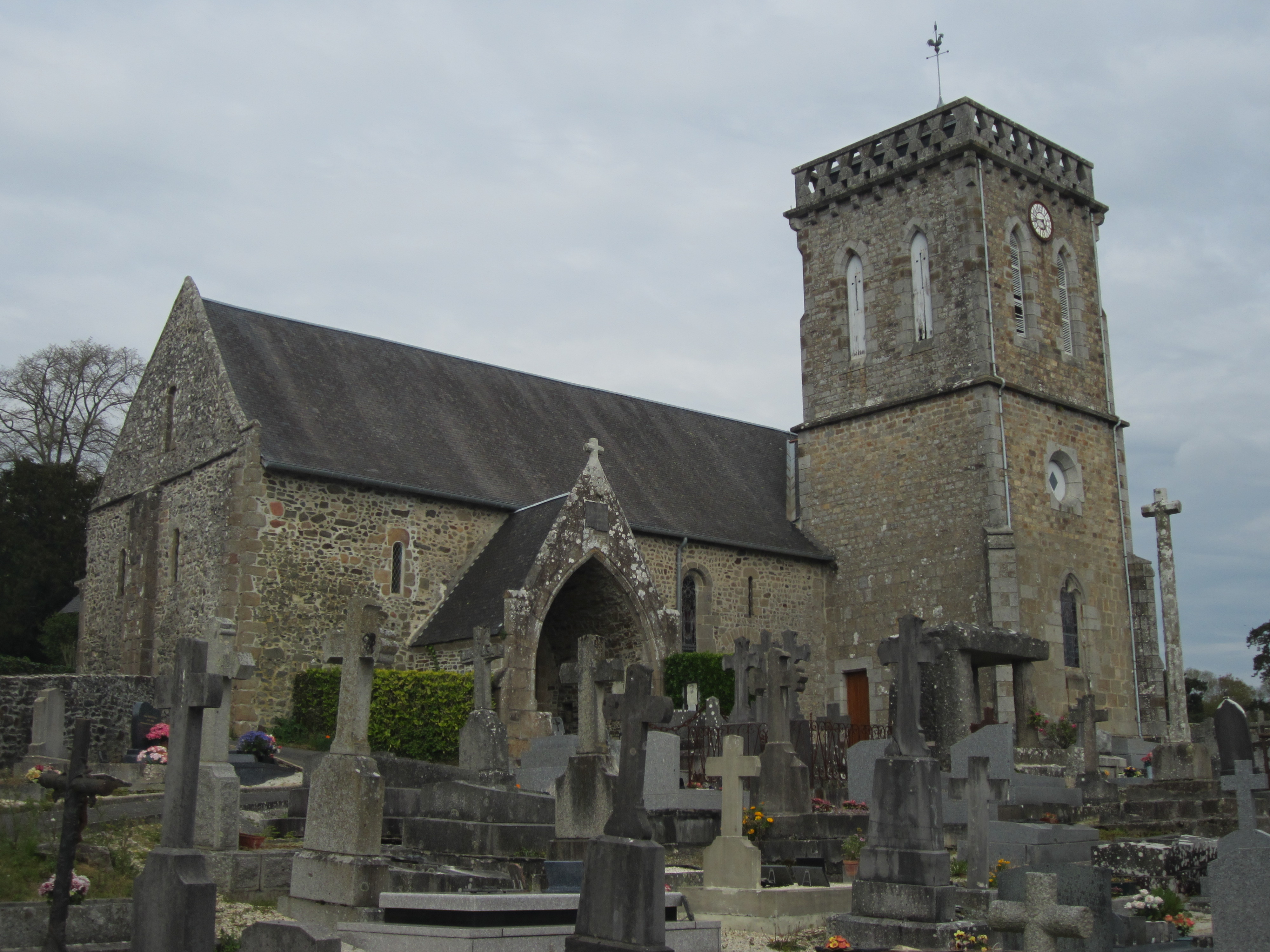
Kirche Saint-Jean-Baptiste
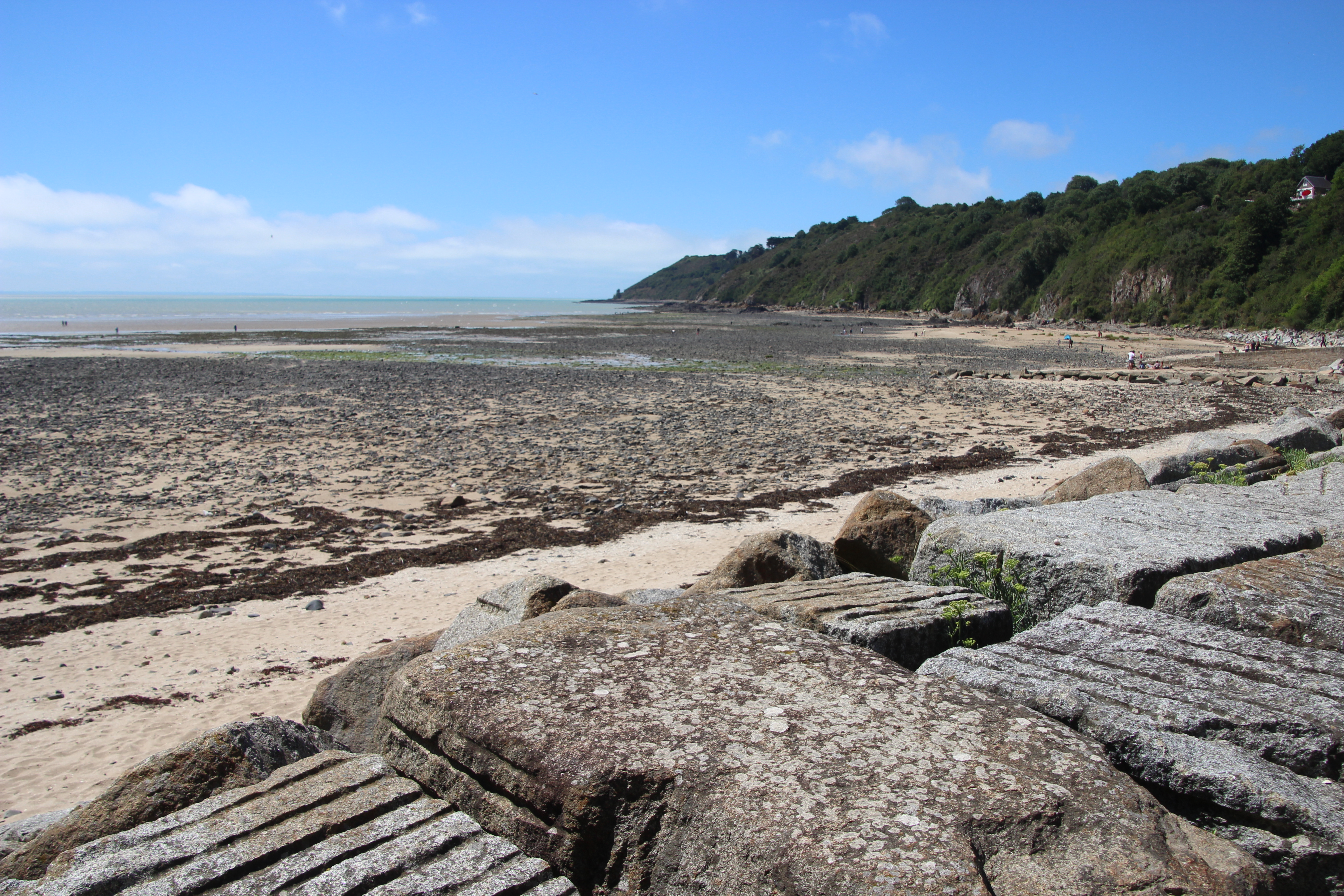
Ebbe an der Küste bei Saint-Jean-le-Thomas
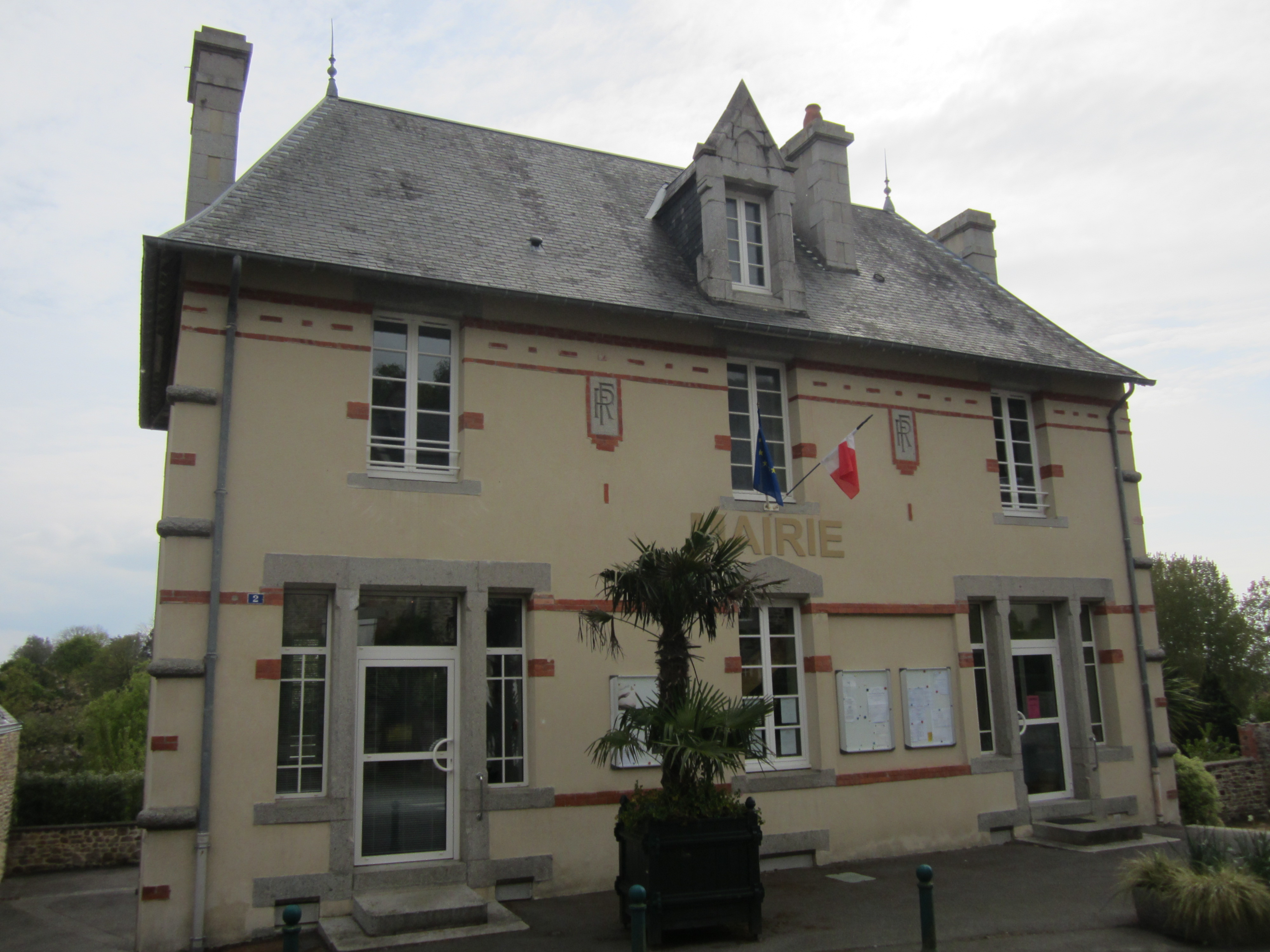
Mairie von Saint-Jean-le-Thomas
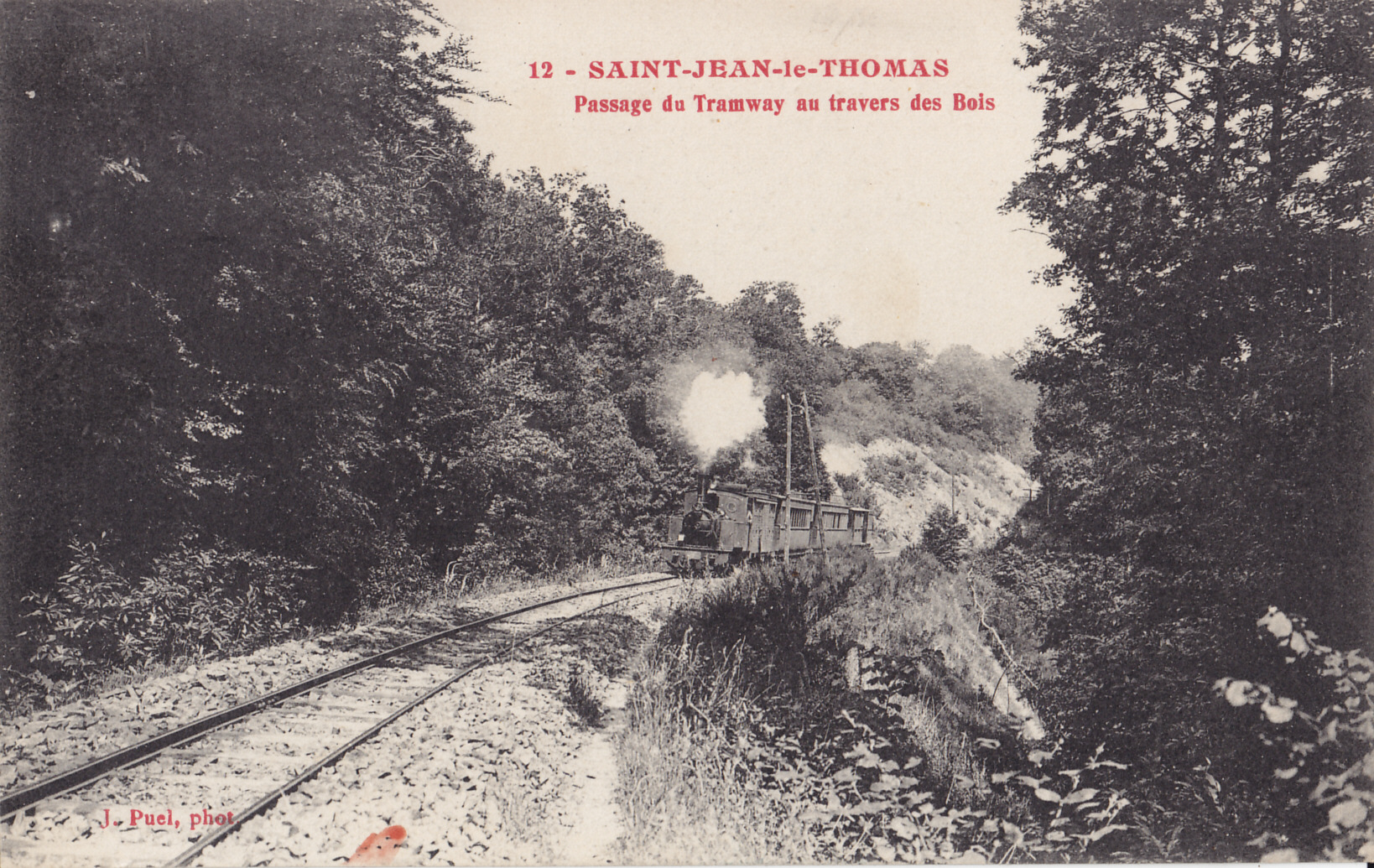
Ehemalige Bahnlinie bei Saint-Jean-le-Thomas im Jahr 1914